# Maud FitzRoy
Maud eller Matilda Fitzroy var en hertiginna av Bretagne, gift med hertig Conan III av Bretagne. Hon var utomäktenskaplig dotter till kung Henrik I av England - hennes mor är okänd. 
Vigseln ägde rum före år 1113. Hon fick tre barn under äktenskapet: greve Hoel av Nantes, Bertha av Bretagne och Constance. Conan gjorde Hoel arvlös på sin dödsbädd genom att förneka sitt faderskap till honom och gjorde därmed Bertha till sin arvtagare: Hoel fick dock behålla grevskapet Nantes.     